# Curie (mértékegység)
A curie (jele Ci) az aktivitás nem SI mértékegysége, nevét Marie és Pierre Curie tiszteletére kapta. Definíció szerint
1 Ci = 3,7·1010 bomlás per másodperc.
Hozzávetőleg egy curie az aktivitása 1 gramm 226Ra izotópnak – a Curie-házaspár által felfedezett rádiumnak.
A radioaktivitás SI egysége a becquerel (Bq), mely másodpercenként egy bomlásnak felel meg. Ez alapján:
1 Ci = 3,7·1010  Bq = 37 GBq
és
1 Bq ≈ 2,703 ·10−11 Ci
A curie gyakran alkalmazott, kisebb egysége a mikrocurie (μCi):
1 μCi = 3,7 ·104 bomlás per másodperc = 2,22·106 bomlás per perc

## Fordítás
Ez a szócikk részben vagy egészben  a   Curie című angol Wikipédia-szócikk ezen változatának fordításán alapul.  Az eredeti cikk szerkesztőit annak laptörténete sorolja fel. Ez a jelzés csupán a megfogalmazás eredetét és a szerzői jogokat jelzi, nem szolgál a cikkben szereplő információk forrásmegjelöléseként.